# Édouard Millaud

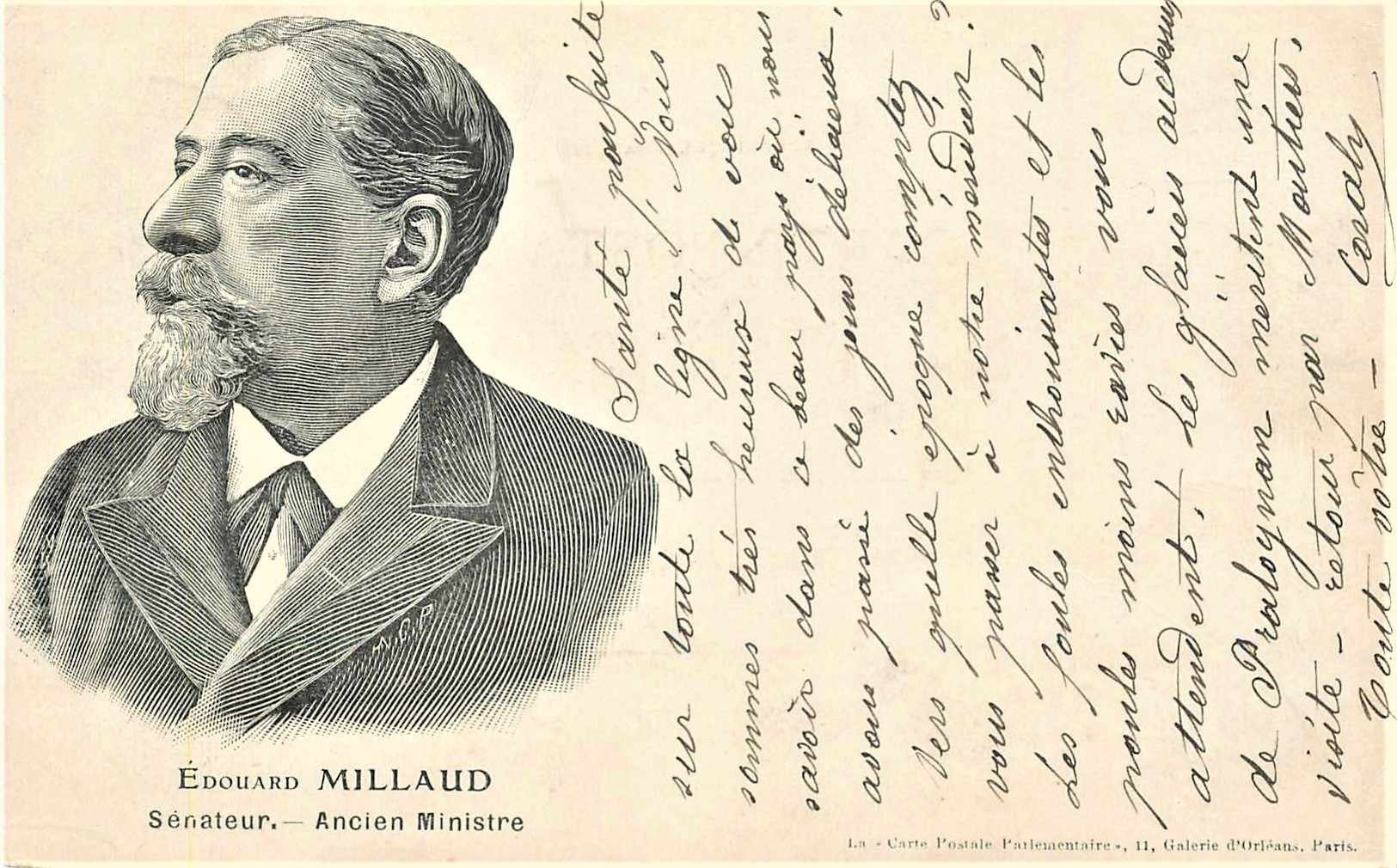
Édouard Millaud – Die Parlamentarische Postkarte

Édouard Millaud (* 7. September 1834 in Tarascon; † 16. Mai 1912 in Paris) war ein französischer Avocat général und Politiker der Dritten Republik.

## Leben
Als Sohn jüdischer Eltern studierte er an der juristischen Fakultät in Paris und wurde 1856 Rechtsanwalt in Lyon. Er arbeitete an republikanischen Zeitungen mit und wurde am 10. September 1870 zum ersten Generalanwalt in Lyon ernannt. Millaud fungierte vorübergehend als Generalstaatsanwalt, trat jedoch im Mai 1871 zurück, nachdem er sich geweigert hatte, gegen republikanische Zeitungen vorzugehen. Bei den Nachwahlen vom 2. Juli 1871 wurde er als Nachfolger von General Trochu, der sich für ein anderes Département entschieden hatte, zum Abgeordneten des Départements Rhône in der Nationalversammlung gewählt. Er saß auf der äußersten Linken und trat Léon Gambettas Union républicaine bei.
In der Nationalversammlung reichte Millaud einen Antrag auf Verkauf und Beschlagnahme des Vermögens von Napoleon III. ein, um die Kriegskosten zu decken, und stimmte gegen das Septennat (das die Amtszeit  Präsident Mac Mahons verlängerte, um den innerroyalistischen Streit nicht entscheiden zu müssen), war Teil des Widerstands gegen die Regierung Broglie III und stimmte für die Verfassungsgesetze von 1875.
Zweimal als Abgeordneter wiedergewählt, wechselte er 1880, ebenfalls als Vertreter der Rhône,  in den Senat. Diesem gehörte er bis zu seinem Tod 1912 an.

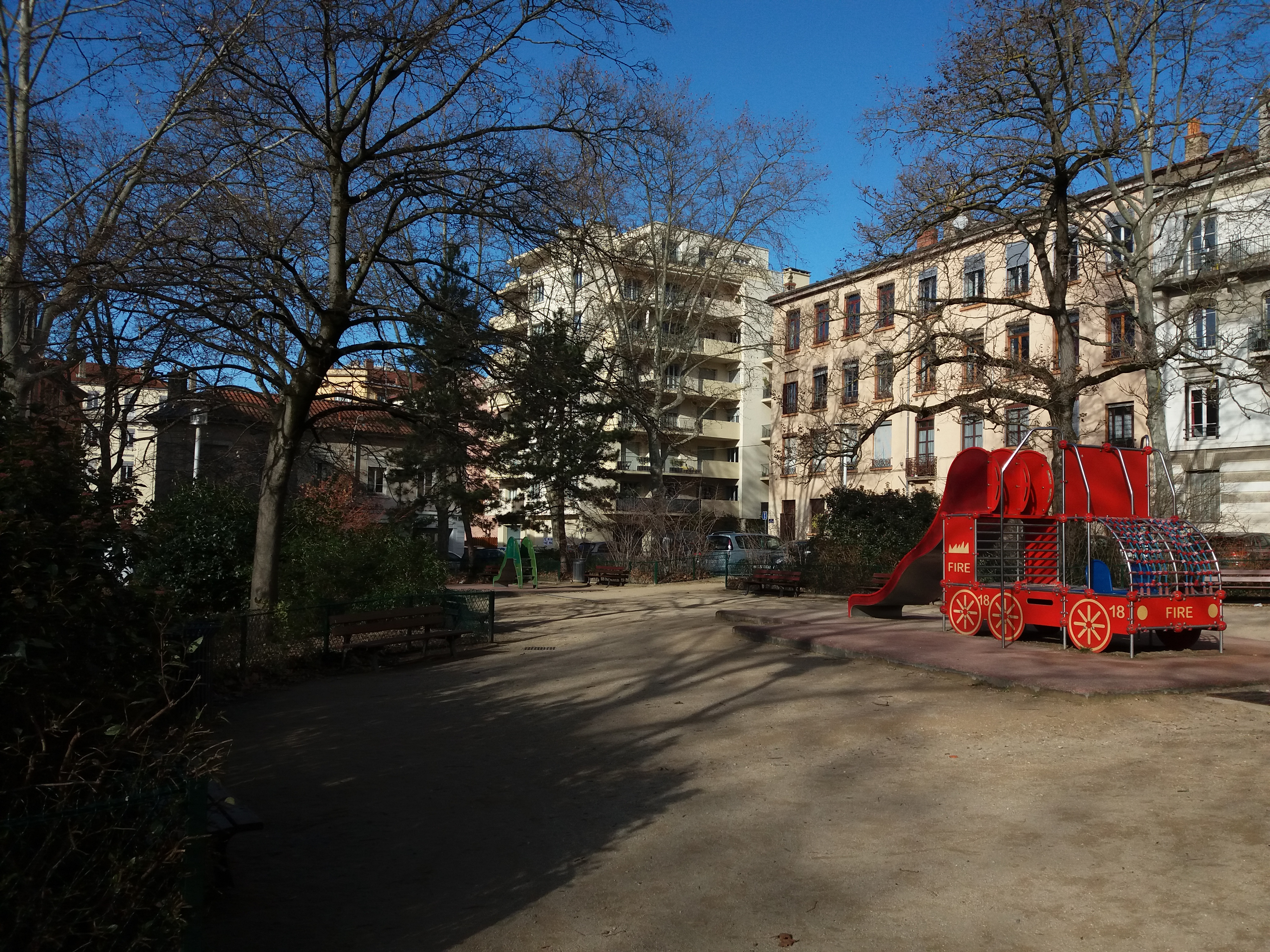
Place Édouard Millaud in Lyon

Von November 1886 bis Mai 1886 fungierte er als Minister für öffentliche Arbeiten.

## Werke
Die französische Nationalbibliothek führt eine Vielzahl von Werken auf; darunter Le suffrage universel und Le Soufflet : devons-nous signer la paix ?. Deutsche Übersetzungen sind nicht bekannt.